# Nashville Plantation
Nashville Plantation es una plantación ubicada en el condado de Aroostook en el estado estadounidense de Maine. En el Censo de 2010 tenía una población de 46 habitantes y una densidad poblacional de 0,5 personas por km².

## Geografía
Nashville Plantation se encuentra ubicada en las coordenadas 46°41′52″N 68°29′45″O / 46.69778, -68.49583. Según la Oficina del Censo de los Estados Unidos, Nashville Plantation tiene una superficie total de 92.2 km², de la cual 91.2 km² corresponden a tierra firme y (1.08%) 0.99 km² es agua.

## Demografía
Según el censo de 2010, había 46 personas residiendo en Nashville Plantation. La densidad de población era de 0,5 hab./km². De los 46 habitantes, Nashville Plantation estaba compuesto por el 93.48% blancos, el 0% eran afroamericanos, el 4.35% eran amerindios, el 0% eran asiáticos, el 0% eran isleños del Pacífico, el 0% eran de otras razas y el 2.17% pertenecían a dos o más razas. Del total de la población el 0% eran hispanos o latinos de cualquier raza.